# Si tu m'appelles
Albums de Nicole Rieu
Le ciel c'est ici La goutte d'eau
Si tu m'appelles est le 3e album studio de Nicole Rieu. L'album est sorti en 1977 chez Barclay. Il est lancé simultanément en France (Barclay - 90148) et au Québec (Barclay - 80279). Il est intégralement réédité en CD dans le coffret Nicole Rieu – Les années Barclay 1974-1979 paru à l'hiver 2018 sous licence "Barclay / Universal - Marianne Mélodie".

## Liste des titres
| No  | Titre                           | Paroles      | Musique          | Durée |
| --- | ------------------------------- | ------------ | ---------------- | ----- |
| 1.  | Un peu de soleil sur ma pelouse | Pierre Grosz | Paul Baillargeon | 2 :30 |
| 2.  | La fille de Saint-Hilaire       | Pierre Grosz | Paul Baillargeon | 3 :13 |
| 3.  | Le bois (Vous m'faites peur...) | Pierre Grosz | Paul Baillargeon | 2 :49 |
| 4.  | Au marché du boulevard          | Pierre Grosz | Paul Baillargeon | 2 :16 |
| 5.  | Anne-Marie                      | Pierre Grosz | Paul Baillargeon | 2 :38 |
| 6.  | Et je tourne                    | Pierre Grosz | Paul Baillargeon | 2 :50 |
| 7.  | Nicole tu es folle              | Pierre Grosz | Paul Baillargeon | 2 :56 |
| 8.  | La table                        | Pierre Grosz | Paul Baillargeon | 2 :48 |
| 9.  | Les riens de la vie             | Nicole Rieu  | Nicole Rieu      | 2 :02 |
| 10. | Si tu m'appelles                | Pierre Grosz | Paul Baillargeon | 4 :08 |

## Singles extraits de l'album
- Nicole tu es folle (décembre 1977)
- Au marché du boulevard (décembre 1977)
- Un peu de soleil sur ma pelouse (février 1978)

## Autres informations
- Arrangements et direction musicale : Paul Baillargeon[3]
- Réalisation et direction artistique : Jean Fredenucci
- Prise de son et mixage : Claude Demers
- Photos : Alain Marouani